# Liste der Monuments historiques in Saargemünd
Die Liste der Monuments historiques in Saargemünd führt die Monuments historiques in der französischen Gemeinde Saargemünd (französisch Sarreguemines) auf.

## Liste der Bauwerke
| Bezeichnung           | Beschreibung                                                                                 | Standort                       | Kennzeichnung | Schutzstatus | Datum | Bild           |
| --------------------- | -------------------------------------------------------------------------------------------- | ------------------------------ | ------------- | ------------ | ----- | -------------- |
| Musée de la Faïence   | Wohnhaus des Fayencerie-Direktors Paul de Geiger, 1880 erbaut; darin der Salon de la Faïence | 15 rue Raymond Poincaré (Lage) | PA00107001    | Classé       | 1979  |                |
| Kasino der Fayencerie | in mehreren Phasen von 1878 bis 1890 erbaut; einschließlich des Musikpavillons               | 4 rue du Colonel Cazal (Lage)  | PA57000017    | Inscrit      | 1998  | weitere Bilder |

## Liste der Objekte
| Bezeichnung                                                        | Beschreibung | Standort                                         | Kennzeichnung | Schutzstatus | Datum | Bild |
| ------------------------------------------------------------------ | --- | ------------------------------------------------ | ------------- | ------------ | ----- | ---- |
| Zwei Seitenaltäre                                                  | jeweils Altartisch, Retabel und eine Skulptur; Holz, farbig gefasst und vergoldet, um 1768                                                              | in der Kirche St-Nicolas (Lage)                  | PM57000336    | Classé       | 1983  |      |
| Hauptaltar                                                         | Altartisch mit Altaraufbau und Tabernakel sowie zwei Skulpturen; Holz, farbig gefasst und vergoldet, um 1768                                            | in der Kirche St-Nicolas (Lage)                  | PM57000342    | Classé       | 1983  |      |
| Gemälde Wundersame Überführung des Bildes der Mutter vom guten Rat | Ölfarbe auf Leinwand, vergoldeter Holzrahmen, um 1769 von Januarius Zick                                                                                | in der Kirche St-Nicolas (Lage)                  | PM57000340    | Classé       | 1983  |      |
| Gemälde Kreuzabnahme                                               | Ölfarbe auf Leinwand, vergoldeter Holzrahmen, um 1769 von Januarius Zick                                                                                | in der Kirche St-Nicolas (Lage)                  | PM57000341    | Classé       | 1983  |      |
| Gemälde Christi Geburt                                             | Ölfarbe auf Leinwand, vergoldeter Holzrahmen, um 1769 von Januarius Zick                                                                                | in der Kirche St-Nicolas (Lage)                  | PM57000338    | Classé       | 1983  |      |
| Orgel                                                              | Haupteintrag für PM57000343 | in der Kirche St-Nicolas (Lage)                  | PM57000756    | Classé       | 1983  |      |
| Orgelprospekt und -empore                                          | nach 1726 für das Jesuitenkolleg in Pont-à-Mousson gebaut, möglicherweise von Joseph Le Picard; 1769 durch Michel Verschneider nach Saargemünd versetzt | in der Kirche St-Nicolas (Lage)                  | PM57000343    | Classé       | 1983  |      |
| Gemälde Ecce homo                                                  | Ölfarbe auf Holz, vergoldeter Holzrahmen, von oder nach Andrea Solari                                                                                   | in der Kirche St-Nicolas (Lage)                  | PM57000532    | Classé       | 1993  |      |
| Kanzel                                                             | Eichenholz, 18. Jahrhundert | in der Kirche St-Nicolas (Lage)                  | PM57000551    | Classé       | 1993  |      |
| Skulptur Christus in der Rast                                      | Kalkstein, farbig gefasst, 16. Jahrhundert | in der Kapelle des Redemptoristenklosters (Lage) | PM57000344    | Classé       | 1984  |      |
| Gemälde Auferstehung                                               | Ölfarbe auf Leinwand, vergoldeter Holzrahmen, um 1769 von Januarius Zick                                                                                | in der Kirche St-Nicolas (Lage)                  | PM57000337    | Classé       | 1983  |      |
| Gemälde Der heilige Antonius von Padua und die Kinder              | Ölfarbe auf Leinwand, vergoldeter Holzrahmen, um 1769 von Januarius Zick                                                                                | in der Kirche St-Nicolas (Lage)                  | PM57000339    | Classé       | 1983  |      |
| Kelch und Patene                                                   | Silber, vergoldet, 1785 | Neunkirch, in der Kirche St-Denis (Lage)         | PM57000927    | Inscrit      | 1996  |      |
| Wandvertäfelung                                                    | Eichenholz, 18. Jahrhundert | in der Kirche St-Nicolas (Lage)                  | PM57000552    | Classé       | 1993  |      |